# Auguste Fickert

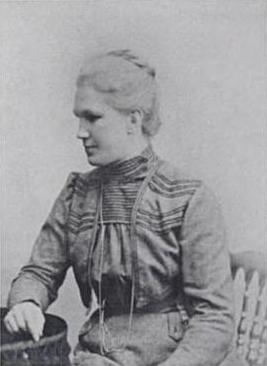
Auguste Fickert, 1905

Auguste Fickert (* 25. Mai 1855 in Wien; † 9. Juni 1910 in Maria Enzersdorf) war eine österreichische Frauenrechtlerin, Sozialreformerin und Journalistin.

## Leben
Auguste Fickert (auch bekannt als Gusti) war die Tochter von Wilhelm Fickert und seiner Ehefrau Louise Fickert. Ihr Vater arbeitete in einer Druckerei als Faktor, kam aus Norddeutschland und war Protestant. Ihre Mutter (geborene Luhde) war Hausfrau, stammte aus einer kleinbürgerlichen Wiener Vorstadtfamilie und war katholisch. Auguste Fickert wurde katholisch getauft, doch trat sie 1883/1884 aus der katholischen Kirche aus.

### Kindheit und Ausbildung
Auguste Fickert wuchs mit ihrer Schwester Marianne und ihren zwei Brüdern Emil und Willy auf. Zwei von ihnen agierten später in ihren Projekten: Marianne Fickert als aktives Mitglied des Allgemeinen österreichischen Frauenvereins und ihr jüngerer Bruder Emil Fickert, nach Augustes Tod, in führender Position der Zeitschrift Neues Frauenleben wie auch des Genossenschaftsheimes Heimhof.
Fickert besuchte die Volksschule in Wien, ab 1869/70 wurde sie im Kloster Englische Fräulein in Burghausen (Bayern) unterrichtet. Durch diese Klostererziehung wurde, der Autorin Dora Leon zufolge, ihr weiteres Leben, stark beeinflusst. Sie erwarb Eigenschaften, die besonders in ihrem späteren Leben zur Geltung kamen: „Strenge gegen sich selbst, Milde und einfühlendes Verständnis für den Nebenmenschen; ein fanatisches Bedürfnis nach sittlicher Reinheit und das grübelnde Eindringen in schwierige Fragen bis zur letzten Schlussfolgerung.“
Anschließend (1872) besuchte Fickert die Lehrerinnenbildungsanstalt St. Anna in Wien, welche damals noch die einzige Weiterbildungsmöglichkeit für Mädchen war. Hier lernte sie Ida Baumann kennen, die bis zu ihrem Tode eine enge Freundin war. Am 9. Juli 1876 wurde ihr das Zeugnis der Reife mit Auszeichnung ausgestellt.

## Auguste Fickert als Lehrerin
Fickert träumte von einer Schauspielkarriere, dennoch blieb sie bis zu ihrem Tod im Lehrberuf tätig. Im Schuljahr 1876/77 begann sie an einer Volksschule in Wien zu unterrichten. Nach dem frühen Tod ihres Vaters (1881) kam Fickert mit ihrem schmalen Gehalt nicht nur für sich selbst, sondern auch für ihre erkrankte Mutter und die Geschwister auf. Nach fast 23 Jahren (1899) wechselte sie zur Volksschule Grünentorgasse.
Neben ihrem Brotberuf wirkte Fickert unerschöpflich in zahlreichen Vereins- und Versammlungstätigkeiten. Dem „Verein der Lehrerinnen und Erzieherinnen“ Österreichs schloss sie sich 1882 an. Im Rahmen dessen wurden Diskussionsabende und Versammlungen organisiert, die Missstände der Schulpolitik ansprachen. So beteiligte sich Fickert, unter anderen, an der Debatte um die Diskriminierung der Lehrerinnen gegenüber ihren männlichen Kollegen. Diese beruhte auf der politischen Machtlosigkeit der Frauen. Später wurde diese Resolution zum Ausgangspunkt von Fickerts politischer Aktivität.
Ein weiteres schulpolitisches Thema, dem sich Fickert widmete, war das Verhältnis der Schule und der Kirche. Sie trat für die strikte Trennung von der Schule und Kirche ein und sprach für eine „inkonfessionelle Schule, in der die Glaubensbekenntnisse gleichberechtigt nebeneinander Platz hatten und in der die Kirche nur berechtigt war, die Religionslehrer zu stellen.“ Solche und andere Meinungsäußerungen führten zu mehreren Disziplinarverfahren der Schulbehörde gegen Fickert. Letztlich endete das Verfahren mit einer Gehaltskürzung Fickerts.
Fickerts endgültige Politisierung erfolgte, als das niederösterreichische Landesparlament im Oktober 1888 beschloss, den steuerzahlenden Frauen das Wahlrecht zum Landesparlament wieder zu entziehen. Sie nahm am Protest des Vereins der Lehrerinnen und Erzieherinnen Österreichs teil, und sammelte mit ihren Gleichgesinnten Unterschriften dagegen. Ab diesem Zeitpunkt wurde sie zu einer der Vorkämpferinnen für ein allgemeines, gleiches und direktes Wahlrecht für Männer ebenso wie für Frauen. Fickert blieb politisch aktiv, trat aber selbst nie einer politischen Partei bei.
Neben dem Verein der Lehrerinnen und Erzieherinnen Österreichs nahm Auguste Fickert tätigen Anteil am Zentralverein der Wiener Lehrerschaft (ab 1898) und am Arbeiterinnen-Bildungsverein (ab 1900). Daneben schrieb sie für in- und ausländische Zeitschriften Artikel über Frauenfragen.

## Auguste Fickert als Frauenrechtlerin
Fickert zählt zu den Pionierinnen der Frauenbewegung in Österreich. Sie war die Repräsentantin des radikalen Flügels der bürgerlichen Frauenbewegung. Ihre Fürsorge galt nicht nur den Akademikerinnen, sondern sie engagierte sich auch für die einfachsten Arbeiterinnen, wie etwa die Hausgehilfinnen.
Neben dem Frauenstimmrecht setzte sie sich für die Reform des Ehe- und Familienrechtes und die Zulassung der Frauen zum Hochschulstudium ein. Sie forderte soziale Rechte für alle Frauen, unabhängig davon, ob sie erwerbstätig waren oder nicht. Weiter bekämpfte sie die Prostitution und jede Art der Frauendiskriminierung. 
Klaus und Wischermann beschreiben Fickerts Haltung zur Gleichstellung der Geschlechter, die diese als grundverschieden ansahen, so: „Da Frauen und Männer zwei gegensätzliche Geschlechtscharaktere bildeten und deshalb der Beitrag beider gebraucht würde, um eine neue Gesellschaft zu gestalten, könne eine grundgelegene Erneuerung nur erreicht werden, wenn die Frauen sozial, ökonomisch, politisch und rechtlich den Männern gleichgestellt wären“.

## Gründung des Allgemeinen österreichischen Frauenvereins
Auguste Fickert gründete gemeinsam mit Rosa Mayreder und Marie Lang 1893 den Allgemeinen österreichischen Frauenverein (AÖFV). Zunächst wurde der Antrag auf Gründung des Vereins abgelehnt, da in den Vereinsstatuten als Ziel das Eintreten für die staatsbürgerlichen Rechte von Frauen angegeben war. Da zu dieser Zeit die Mitgliedschaft in politischen Vereinen für Frauen verboten war, wurde erst nach der Streichung jeglicher politischer Tendenzen die Gründung genehmigt. Am 28. Jänner 1893 fand die konstituierende Versammlung des Vereins im Sitzungssaal des alten Wiener Rathauses statt.
Der Verein war das zentrale Lebenswerk Auguste Fickerts, in dem sie zeitlebens engagiert war. Mit großer Energie übernahm Fickert 1897 die Präsidentschaft und gestaltete den AÖFV ganz nach ihren Vorstellungen. Sie rekrutierte junge, erwerbstätige und von ihr hingerissene Frauen, die wichtige Positionen in der Vereinsleitung erhielten. Die Zahl der Vereinsmitglieder schwankte zwischen 200 und 300.
Ziel des Vereines war es, Frauen in diversen Anliegen zur Seite zu stehen. 1895 richtete Fickert die erste Rechtsschutzstelle für Frauen in Österreich ein. Durch die Institution sollte Frauen bei „allen aus den sozialen, geschäftlichen, ehelichen und außerehelichen Verhältnissen hervorgehenden Streitigkeiten durch Rath und Tat Hilfe geboten werden“, so Flich. Ebenfalls 1895 unterzeichnete Fickert eine Erklärung des AÖFV mit dem Titel „Petition um Zulassung der Frauen zum medizinischen Studium und um Freigebung der ärztlichen Praxis an weibliche Doctoren“. Außerdem schuf Fickert die Organisation der Staatsbeamtinnen, die zur Verbesserung der schlechten wirtschaftlichen und sozialen Verhältnisse dieser Berufsgruppe dienen sollte.
Zusammen mit Mayreder und Lang gründete Fickert die Monatsschrift Dokumente der Frauen, nach deren Einstellung gab sie die Zeitschrift Neues Frauenleben heraus.

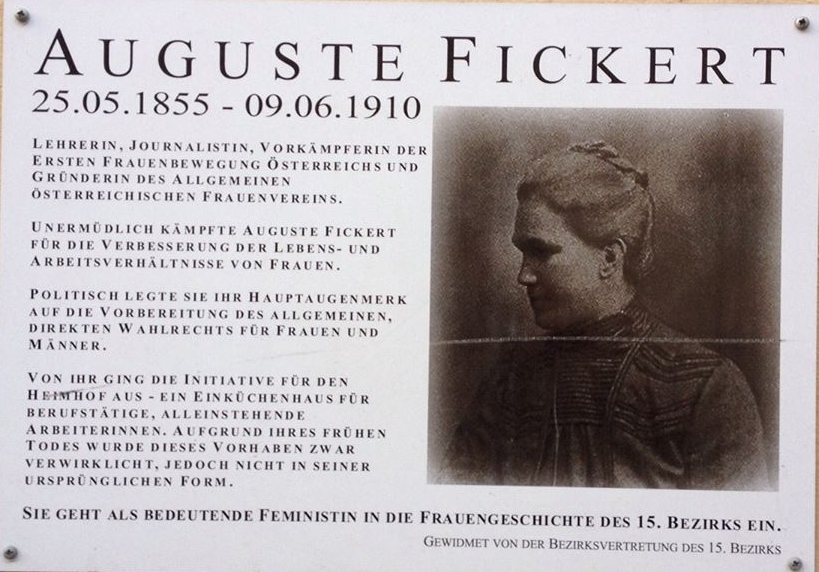
Gedenktafel an Auguste Fickert (Heimhof)

Ihr letztes großes Lebenswerk war die Errichtung eines Genossenschaftshauses, in dem alleinstehende Frauen preiswerte Zimmer und Verpflegung bekamen. Der Heimhof war das erste Einküchenhaus dieser Art. Es bestand aus eigenen Gemächern für die Frauen, einer gemeinsamen Zentralküche und einer Bibliothek. Fickert erlebte die Vollendung ihres Werkes nicht mehr. Im Oktober 1911 wurde der Heimhof eröffnet. 
Die 55-jährige Auguste Fickert starb am 9. Juni 1910 im Sanatorium Wällischhof in Maria Enzersdorf.

## Ehrungen
- Der Bildhauer Franz Seifert schuf 1929 ein Denkmal für die Frauenrechtlerin. Dieses steht heute im Türkenschanzpark in Währing und beinhaltet die Inschrift: „Voll Mut und Tatkraft hat sie ihr Leben hohen Idealen dargebracht“.[13]

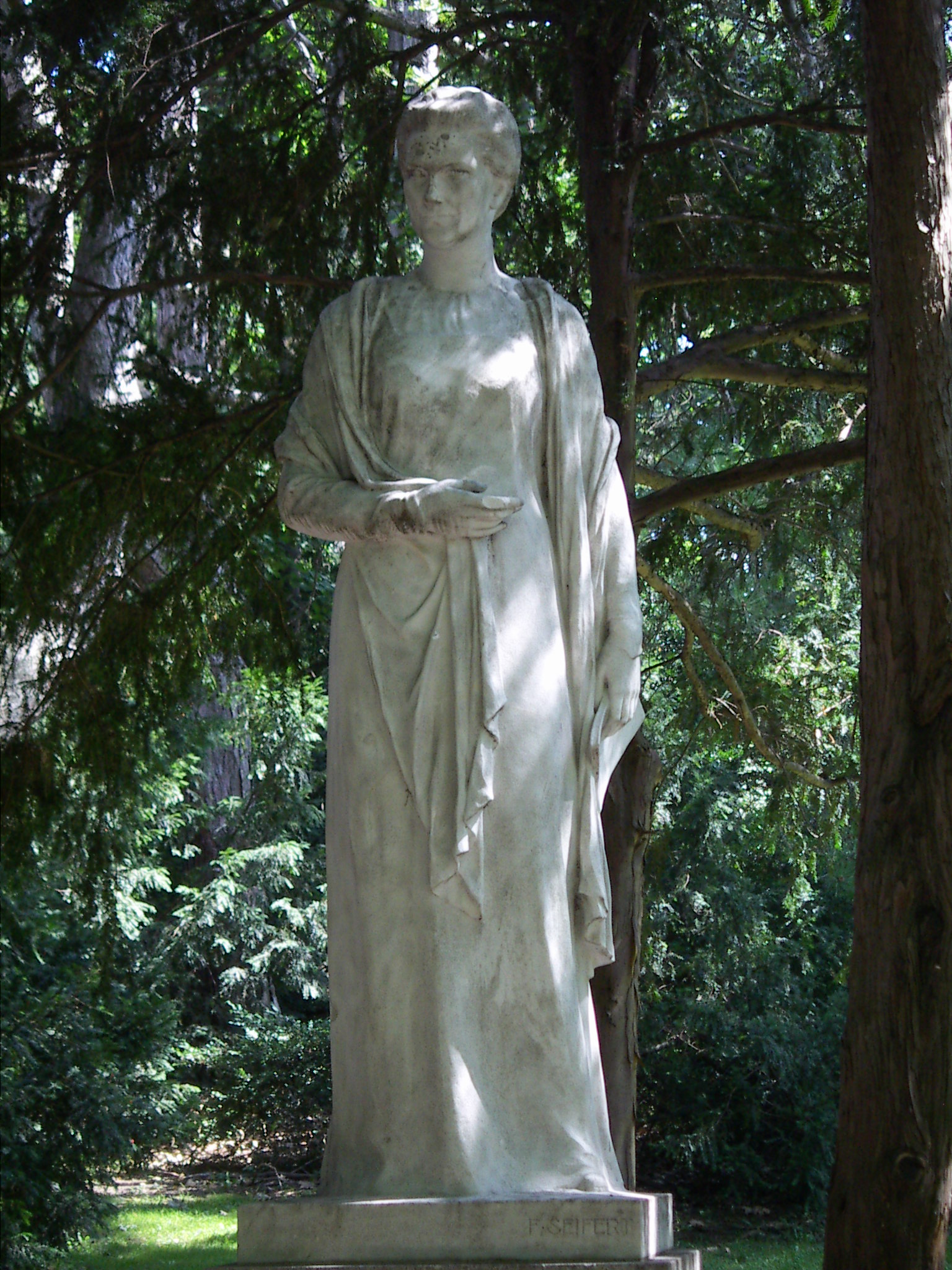
Skulptur von Franz Seifert im Türkenschanzpark

- Nach Auguste Fickert ist seit 1926 die Fickertgasse in Döbling benannt.[13]
- Das Ehrengrab Auguste Fickerts befindet sich im Friedhof Neustift am Walde.

## Rezeption
Auguste Fickert war zu ihrer Lebenszeit eine sehr bekannte Person. Durch ihren Kampf gegen Missstände in der Gesellschaft gewann sie viele Freundinnen und Mitstreiterinnen, doch auch viele Feinde. So waren die Meinungen über Fickert bestritten. Sie wurde einmal als außerordentlich mutig und zielstrebig beschrieben, doch dann wieder als unachtsam oder sogar unmoralisch. Einig sind sich beide Meinungsvertreter, dass Auguste Fickert eine eigene Individualität hatte, mit ihren großen Vorzügen und kleinen Schwächen.
Hacker schreibt:

„Mit Auguste […] stirbt eine Führerin, als Begriff und Idee noch umstritten; mit ihr stirbt eine politisch und privat kontroverse Akteurin, eine Autokratin vielleicht, eine Figur der Macht sicherlich, eine Vielgeliebte nicht zuletzt.“

Über diese große Frau, sprechen auch die Schlussverse eines Gedichtes „An Auguste Fickert“, das von unbekannter Seite verfasst und veröffentlicht wurde:

„Ich weiß es wohl, der Freunde leises Weinen,
Der Vögel Sang, der Sonne warmes Scheinen
Bringt Dir ins Grab kein neues Seinverlangen.
Doch wenn ein hilflos Weib darüberschritte,
Der Boden bebt von Unrechts schwerem Tritte,
Du fühlst’s: zu früh bist Du von uns gegange“

## Journalistische Arbeiten

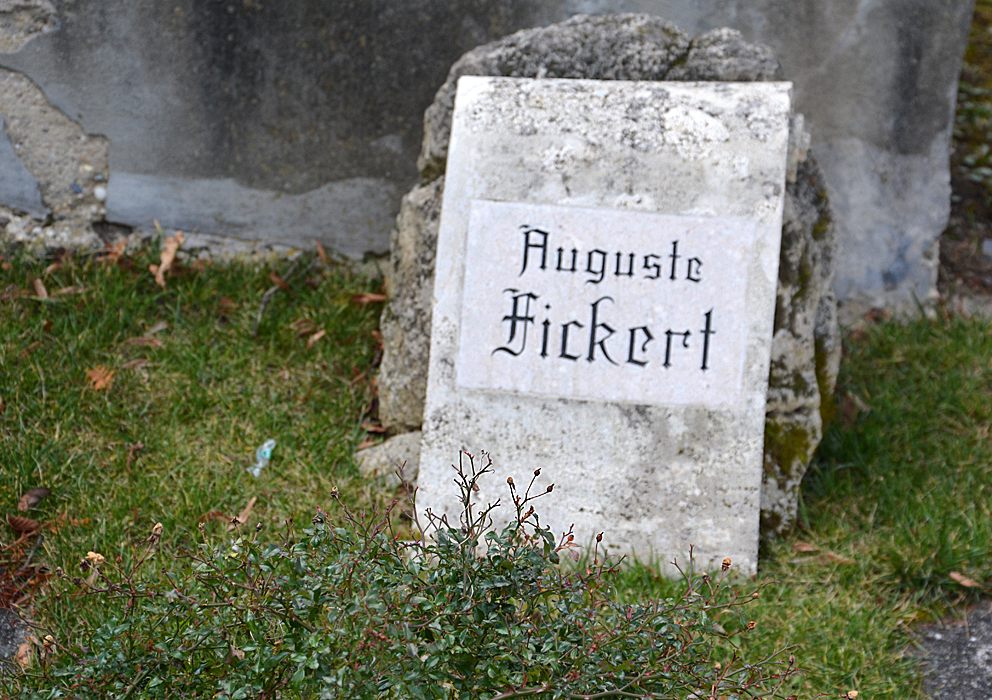
Ehrengrab auf dem Neustifter Friedhof

- Das Recht der Frau. Organ für moderne Frauenbewegungen.

Auguste Fickert arbeitete als Redakteurin für das Beiblatt Das Recht der Frau. Organ für moderne Frauenbewegungen in der Volksstimme von 1893 bis 1896. Ab 1896 erschienen dann nur noch schmale Kolumnen von ihr im Hauptteil des Blattes.
- Die Frauenbewegung

In der Berliner Zeitschrift Die Frauenbewegung veröffentlichte Fickert kurzzeitig Vereinsnachrichten.
- Dokumente der Frauen

Als Organ des Vereines erschienen 1899 die Dokumente der Frauen. Zusammen mit Mayreder und Lang gründete Fickert die demokratisch-fortschrittliche Monatsschrift, doch kam es nach kurzer Zeit zu Unstimmigkeiten zwischen den Herausgeberinnen. Infolgedessen wurde die Zeitschrift eingestellt, und Lang verließ den AÖFV.
- Das neue Frauenleben

Ab 1902 gab Fickert die Vereinszeitschrift Das neue Frauenleben heraus. Sie gestaltete die Zeitschrift ganz nach ihren Vorstellungen und verfasste auch selbst Artikel.